# ペインターモモピー
『ペインターモモピー』は、シグマ商事が1990年12月7日に発売したゲームボーイ用ゲームソフト。パッケージイラストを佐藤元が、音楽を砂原良徳が担当。

## 概要
見習い魔法使いモモピーを操作し、汚れた床を掃除していくアクションゲーム。ステージをクリアするにつれ、特殊能力（壁抜けや無敵化など）を1つずつ覚えていく。
パッケージイラストは佐藤元が担当していたが、その絵はゲーム中にはあまり生かされていなかった。
なお、本作の主人公モモピーは、後に同社のゲームボーイ用シミュレーションゲームソフト『ポケットバトル』（1992年）にも登場している。

## スタッフ
- 企画：CHIBIMARUTA
- プログラマー：H.TAHARA、H.YAMADA、こぼりじゅんや
- デザイナー：Kr.SHIMOYUE
- 音楽：Y.SUNOHARA
- サウンド：K.YAMADA

## 評価
ゲーム誌『ファミコン通信』の「クロスレビュー」では合計21点、『ファミリーコンピュータMagazine』の読者投票による「ゲーム通信簿」での評価は以下の通りとなっており、18.04点（満30点）となっている。また、同雑誌1991年5月10日号特別付録の「ファミコンロムカセット オールカタログ」では、「主人公がカワイイ女の子で、ほのぼのとした感じがする」と紹介されている。
| 項目 | キャラクタ | 音楽 | 操作性 | 熱中度 | お買得度 | オリジナリティ | 総合  |
| 得点 | 2.91       | 2.87 | 3.20   | 2.80   | 3.15     | 3.11           | 18.04 |